# ボーコンセプト
ボーコンセプト（BoConcept）は、北欧デンマーク発祥のインテリアショップ。「Bo」はデンマーク語で「生活」を意味する。
ソファ、コーヒーテーブル、壁面収納、伸張式ダイニングテーブル、ベッド、ラグ、ランプ、アクセサリーなどインテリア全般を取り扱う。

部屋のサイズやライフスタイルに合わせた家具のカスタマイズが可能。
日本国内では、東京、神奈川、千葉、埼玉、大阪、名古屋、福岡、金沢、京都、神戸で18店舗を展開。

## 歴史
- 1952年 - デンマーク生まれの木製家具職人ジェン・アーソジェとタジェ・モルホルムが、ハーニングという小さな町で家具工房を始めようと決意し会社を設立。
- 1954年 - 従業員4人を引き連れて、新しい家具工房"アーソジェ・ジェンセン＆モルホルム モベルファブリック"へ移転。1950年代は機能主義がデンマークのデザイン界に一大旋風を巻き起こし、2人のデザインにも大きな影響を与える。
- 1962年 - 本拠地ハーニングに広さ1,300平方メートルの製造工場を開設。人気のキャビネットno.26に加え、壁面収納システムをコレクションとして発表する。
- 1970年 - 会社組織を有限会社に変え、社名はAEJMモブラーA/Sに変更。従業員は40人に増え、ベッドがコレクションに加わったほか、壁面収納や書棚が主力製品となる。
- 1976年 - 世界の市場を視野に入れ、社名をDenka(デンカ)に変更。コレクションも市場に合わせてカスタマイズするようになる。
- 1979年 - パーツを自由自在に組み合わせられる家具システムをデンマークで初めて発表。Flexi(フレキシ)は複数のコンポーネントやパーツを組み合わせて作る壁面収納で、顧客自身が"書棚のデザイナー"になれるというものである。
- 1984年 - コペンハーゲン証券取引所に上場。初めての組み立て式家具として、壁面収納のCapri(カプリ)が登場する。
- 1988年 - デンマークのオルゴーに拠点を置くクラブ8カンパニーを買収。コレクションには引出式収納家具のXilo(エクシロ)や、子供部屋用の家具Colour 4 Kids(カラー フォー キッズ)などが加わる。
- 1993年 - ボーコンセプト初のブランドストアが、パリ郊外のショッピングセンター"ベル・エピン"にオープンする。さらに、フランス、中国、アメリカに7店のブランドストアがオープンする。壁面収納のBasic(ベーシック)がデザインされ、モジュール式家具の自由度の高さが注目を集める。
- 1999年 - デンマーク国内の4つの製造拠点を法人化し、クラブ8カンパニーA/S社を設立。(同社はその後、デンマークのホアンスレトに張り地の自社工場を開設した。)
- 2002年 - Denkaは製造主体の家具メーカーからリテールブランドへと転換。
- 2006年 - 家具はブランド名のBoConcept(ボーコンセプト)を掲げたフランチャイズ店が販売する形に切り替え、事業会社はボーコンセプトA/Sに、上場会社はボーコンセプト・ホールディングA/Sにそれぞれ社名を変更した。
- 2012年 - イギリスとデンマークで公式オンラインショップを開始。